# نهر ألاندر
نهر ألاندر (بالغيلية الإسكتلندية: Uisge Alandair) هو مجرى نهري وأحد الروافد الثلاثة الرئيسية لنهر كلفن، والذي يمر عبر مدينة ميلنغافي. يقع النهر في شرق دونبارتونشاير، إسكتلندا.

## روابط خارجية
- RCAHMS record of Craigmaddie, Allander Water, Valve chamber
- RCAHMS record of Allander Water, Pipe Bridge
- Geograph image: Allander Water, Mugdock Wood, nr. Milngavie
- Geograph image: Allander Water, near to Allander Toll
- West Highland Way and Allander Water
- Friends of the River Kelvin